# Careproctus herwigi
Careproctus herwigi е вид лъчеперка от семейство Liparidae.

## Разпространение
Видът е разпространен в Аржентина.